# حزب الاتحاد الاشتراكي العربي العراقي
حزب الاتحاد الاشتراكي العربي العراقي هو حزب سياسي عراقي يتبع هذا الحزب الحركة الناصرية واشتراكية عربية وقد ظهر هذا الحزب في العديد من الدول العربية.
في العراق، حزب الاتحاد الاشتراكي العربي تأسس بعد طرد البعث من الحكومة من قبل عبد السلام عارف، تأسس الحزب في يوليو 1964، يعتبر فؤاد الركابي رئيس الحزب، وعبد الكريم فرحان، وحلت عدد من الأحزاب الصغيرة وانضمت تحت لواء هذا الحزب، في سبتمبر 1964 تم دمج القطرين المصري والعراقي في لجنة تنفيذية مشتركة تحت قيادة جمال عبد الناصر.

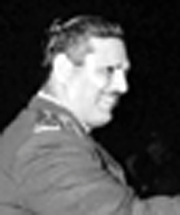
عارف عبد الرزاق
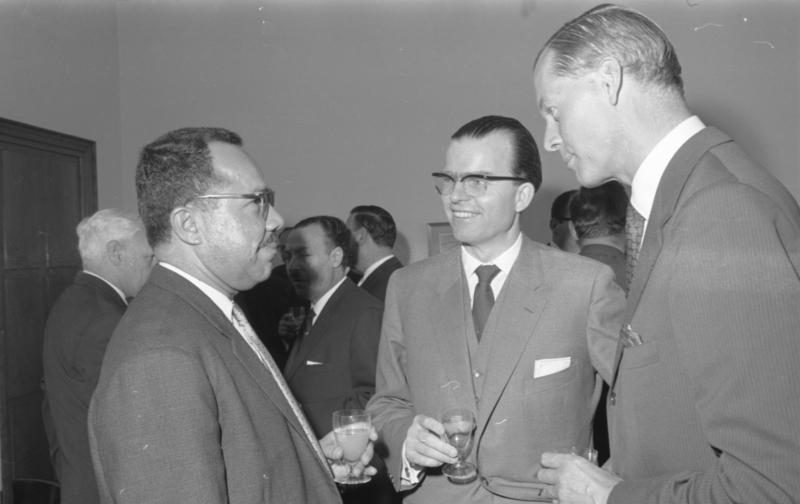
عبد الكريم فرحان (يسارا)
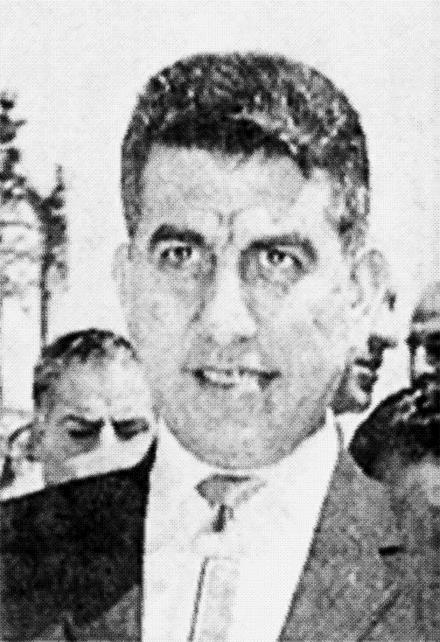
فؤاد الركابي